# Soyaló
Soyaló est une municipalité du Chiapas, au Mexique. Elle couvre une superficie de 178,9 km2 et compte 10 707 habitants en 2015.